# 南宁市邕宁高级中学
南宁市邕宁高级中学，旧称邕宁县高级中学，简称邕宁高中，是一所广西壮族自治区南宁市的全日制普通高级中学。
学校创立于1943年，1978年被确定为原邕宁县重点高中，2005年被评为广西壮族自治区示范性普通高中，2006年划入南宁市教育局直属学校。
学校曾在旧校区（邕宁区蒲庙镇邕高巷3号）办学。因旧址临近八尺江，常受水患影响，为改善办学条件，学校决定筹建新校区。2015年9月，学校搬至现址（邕宁区龙祥路28号），即龙岗校区。